# نيا سانتا
ني سانتا (Νέα Σάντα) هي مدينة في كيلكيس في مقاطعة فوريا إلادا في اليونان.